# Hành tinh sao xung

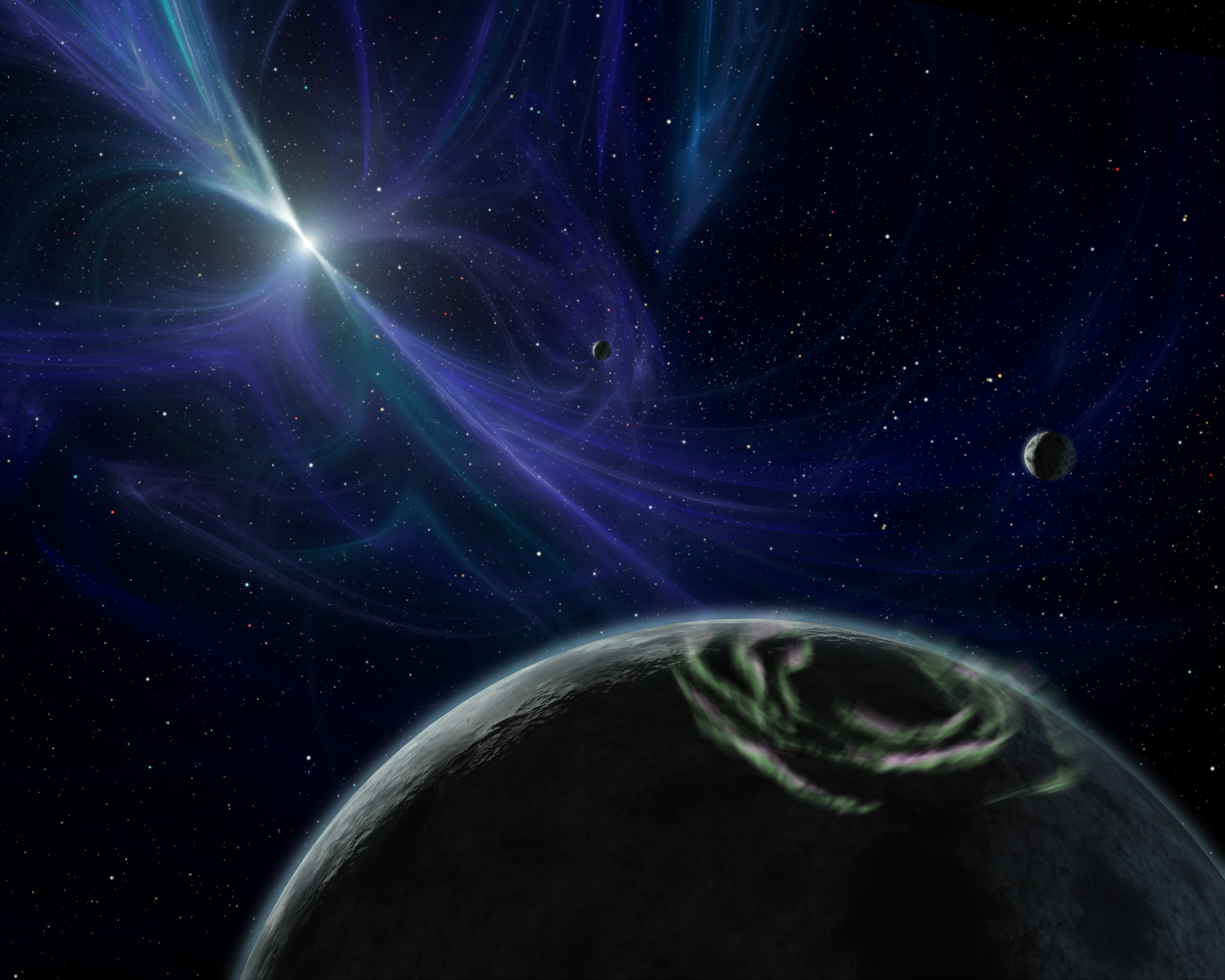
Biểu diễn mô phỏng hệ hành tinh PSR B1257+12

Hành tinh sao xung là hành tinh quay quanh các sao xung, hoặc quanh nhanh quanh các sao neutron. Hành tinh đầu tiên được khám phá là sao xung mili giây và là hành tinh ngoài hệ Mặt Trời đầu tiên được xác nhận khám phá ra.

## Danh sách các hành tinh sao xung

### Các hành tinh được xác nhận
| Sao xung       | Đối tượng hành tinh | Khối lượng     | Bán trục lớn (Đơn vị thiên văn) | Chu kỳ quỹ đạo      | Khám phá |
| -------------- | ------------------- | -------------- | ------------------------------- | ------------------- | -------- |
| PSR B1957+20   | PSR B1957+20 b      | 22 MJ          | −                               | 0,38 ngày           | 1988     |
| PSR B1620-26   | PSR B1620-26 b      | 2,5 MJ         | 23                              | 100 năm             | 2003     |
| PSR B1257+12   | PSR B1257+12 A      | 0,020 M⊕       | 0,19                            | 25,262±0,003 ngày   | 1994     |
| PSR B1257+12   | PSR B1257+12 B      | 4,3 M⊕         | 0,36                            | 66,5419±0,0001 ngày | 1992     |
| PSR B1257+12   | PSR B1257+12 C      | 3,90 M⊕        | 0.46                            | 98,2114±0,0002 ngày | 1992     |
| PSR B0943+10   | PSR B0943+10 b      | 2,8 MJ         | 1,8                             | 730 d               | 2014     |
| PSR B0943+10   | PSR B0943+10 c      | 2,6 MJ         | 2,9                             | 1460 d              | 2014     |
| PSR B0329+54   | PSR B0329+54 b      | 1,97 ± 0,19 M⊕ | 10,26 ± 0,07                    | 27,76 ± 0,03 years  | 2017     |
| PSR J2322-2650 | PSR J2322-2650 b    | 0,7949 MJ      | 0,0102                          | 0,322963997 d       | 2017     |

### Các hành tinh ứng cử
| Sao xung       | Đối tượng hành tinh | Khối lượng            | Bán trục lớn (Đơn vị thiên văn) | Chu kỳ quỹ đạo  | Đã thông báo             |
| -------------- | ------------------- | --------------------- | ------------------------------- | --------------- | ------------------------ |
| PSR J1719-1438 | PSR J1719-1438 b    | ~1 Khối lượng Sao Mộc | 0.004                           | 2.176951032 giờ | ngày 25 tháng 8 năm 2011 |

#### Các hành tinh đang nghi ngờ
| Pulsar       | Planetary object | Khối lượng (M⊕) | Bán trục lớn (Đơn vị thiên văn) | Chu kỳ quỹ đạo      | Đã thông báo |
| ------------ | ---------------- | --------------- | ------------------------------- | ------------------- | ------------ |
| Geminga      | Geminga b        | 1.7             | 3.3                             | 5.1 năm             | 1997         |
| PSR B0329+54 | PSR B0329+54 A   | 0.3             | 2.3                             | 1205.358±0.003 ngày | 1979         |
| PSR B0329+54 | PSR B0329+54 B   | 2.2             | 7.3                             | 61728.94±0.003 ngày | 1979         |
| PSR B1828-11 | PSR B1828-10 A   | 3               | 0.93                            | 384.3649 ngày       | 1992         |
| PSR B1828-11 | PSR B1828-10 B   | 12              | 1.32                            | 493.077375 ngày     | 1992         |
| PSR B1828-11 | PSR B1828-10 C   |                 | ?                               | ?                   | 1992         |

### Các đĩa tiền hành tinh
| Sao xung   | Đĩa tiền hành tinh   | Đã khám phá |
| ---------- | -------------------- | ----------- |
| 4U 0142+61 | 4U 0142+61's proplyd | 2006        |

### Các hành tinh bị bác bỏ
| Sao xung     | Hành tinh      | Khối lượng                 |
| ------------ | -------------- | -------------------------- |
| PSR B1829−10 | PSR 1829-10 A  | 10 ME                      |
| PSR B1257+12 | PSR B1257+12 D | 0.0004 Khối lượng Trái Đất |